# Herbert James Draper
Herbert James Draper, född i november 1863 (eller 1864) i London, död 22 september 1920 i London, var en engelsk målare under den viktorianska eran samt under de två första decennierna på 1900-talet.
Hans målningar lånar ofta inspiration från mytologi och legender och visar inte sällan sensuella motiv och vattennymfer.

## Biografi
Herbert James Draper var son till en juvelerare vid namn Henry Draper och hans fru Emma. Han utbildade sig vid Bruce Castle School i Tottenham, London, och studerade därefter konst vid Royal Academy of Arts. Åren 1888–1892 gjorde han flera resor till Rom och Paris i utbildningssyfte. Under 1890-talet arbetade han som illustratör i London.
1891 gifte han sig med Ida Williams och paret fick en dotter, Yvonne.  Han dog av arterioskleros 56 år gammal i sitt hem på Abbey Road.

## Urval av målningar

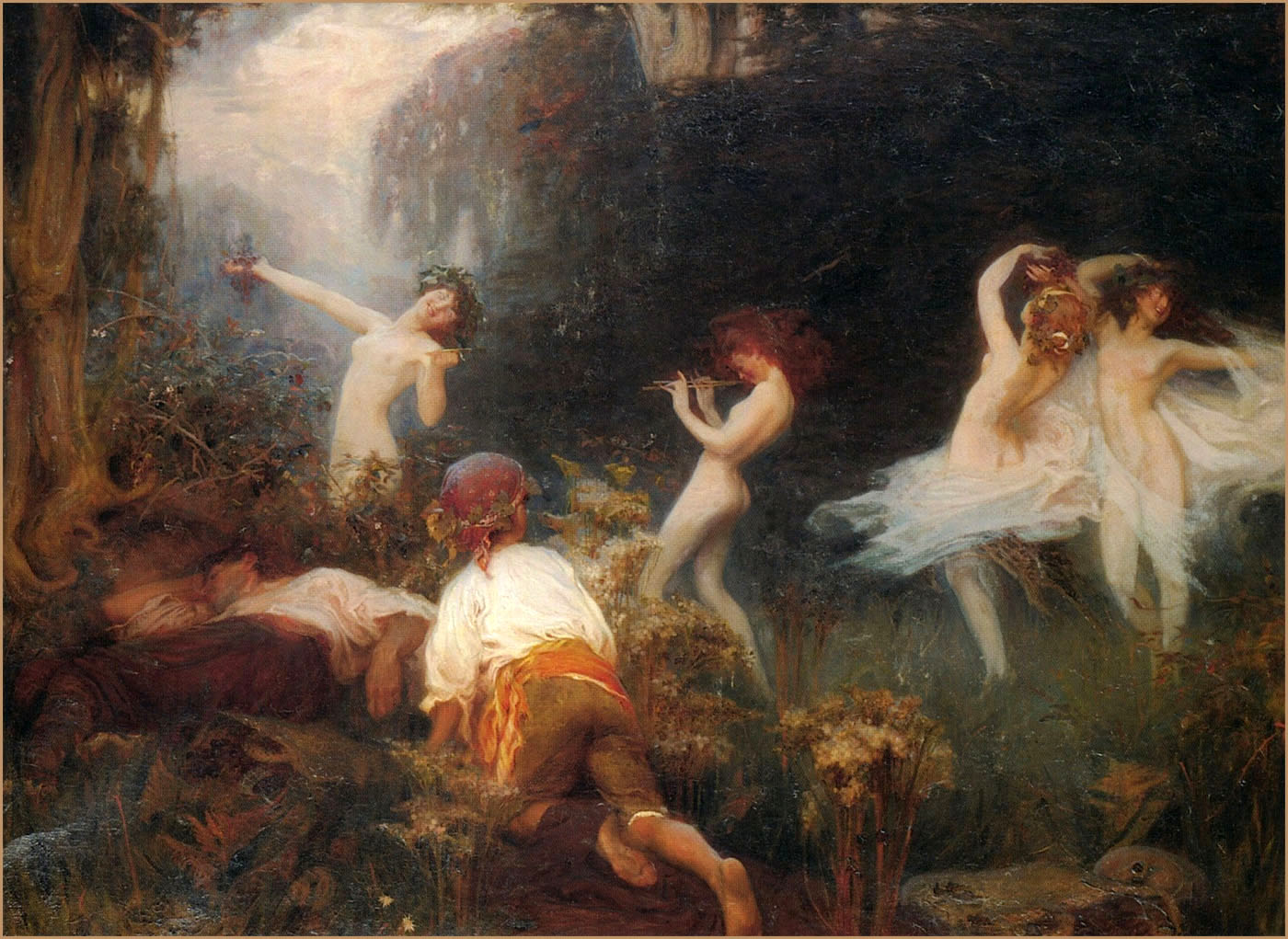
The Vintage Morn
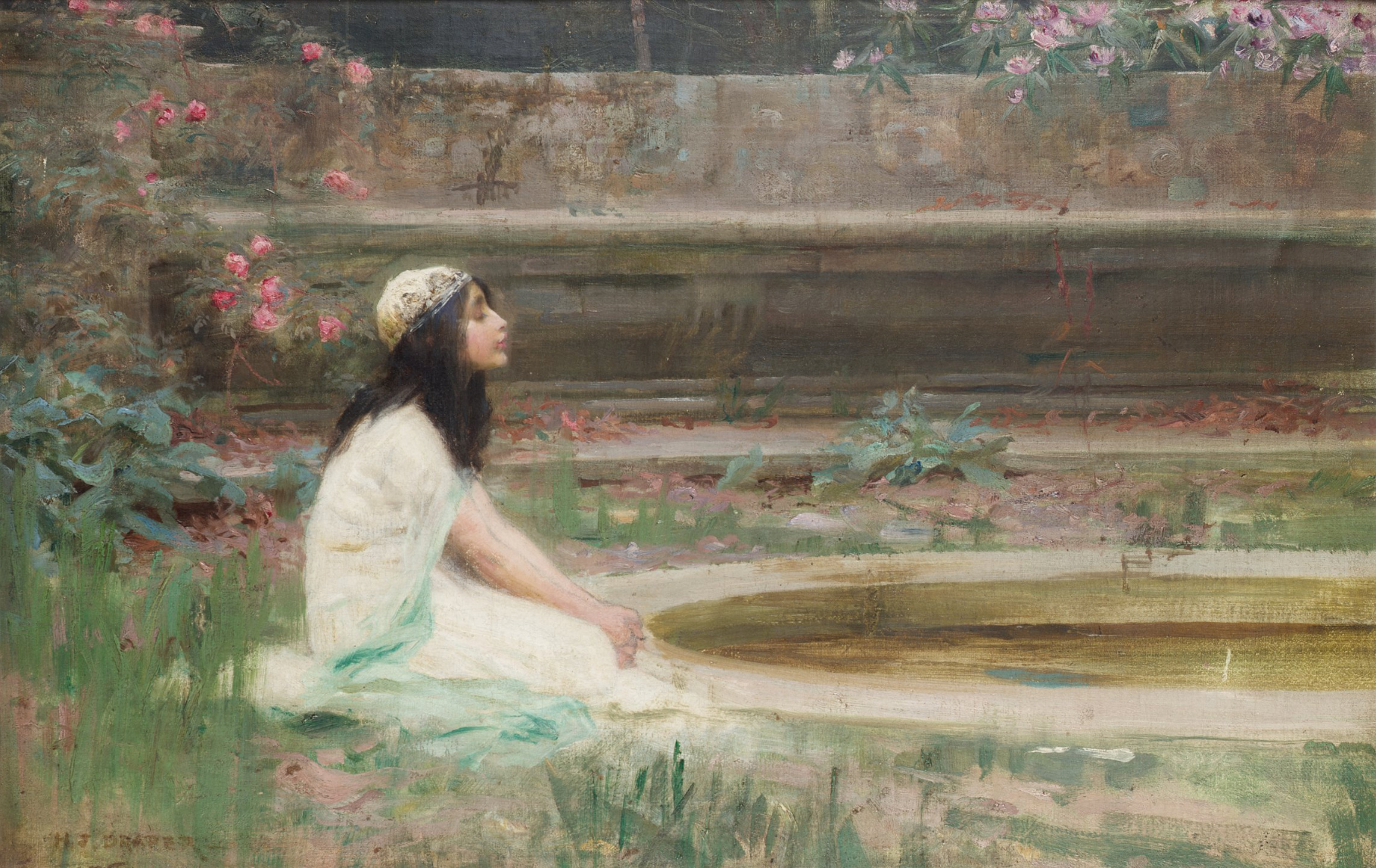
A Young Girl by a Pool
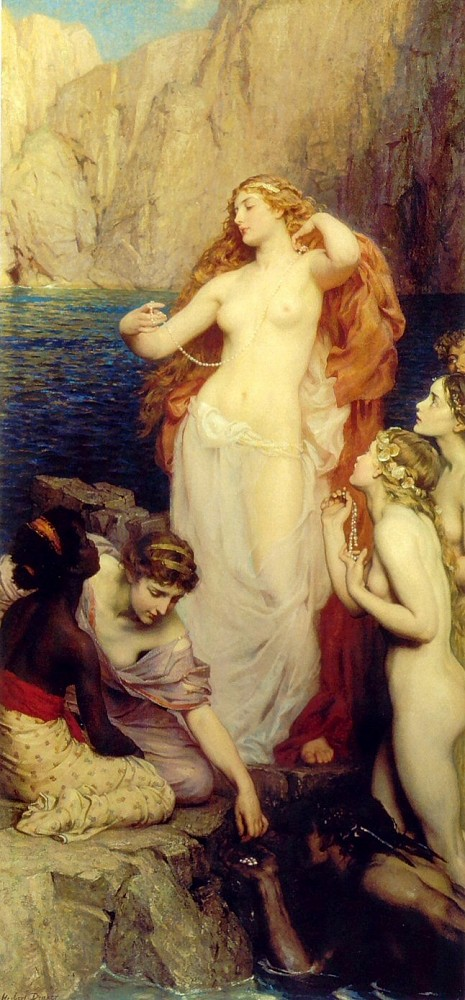
The Pearls of Aphrodite
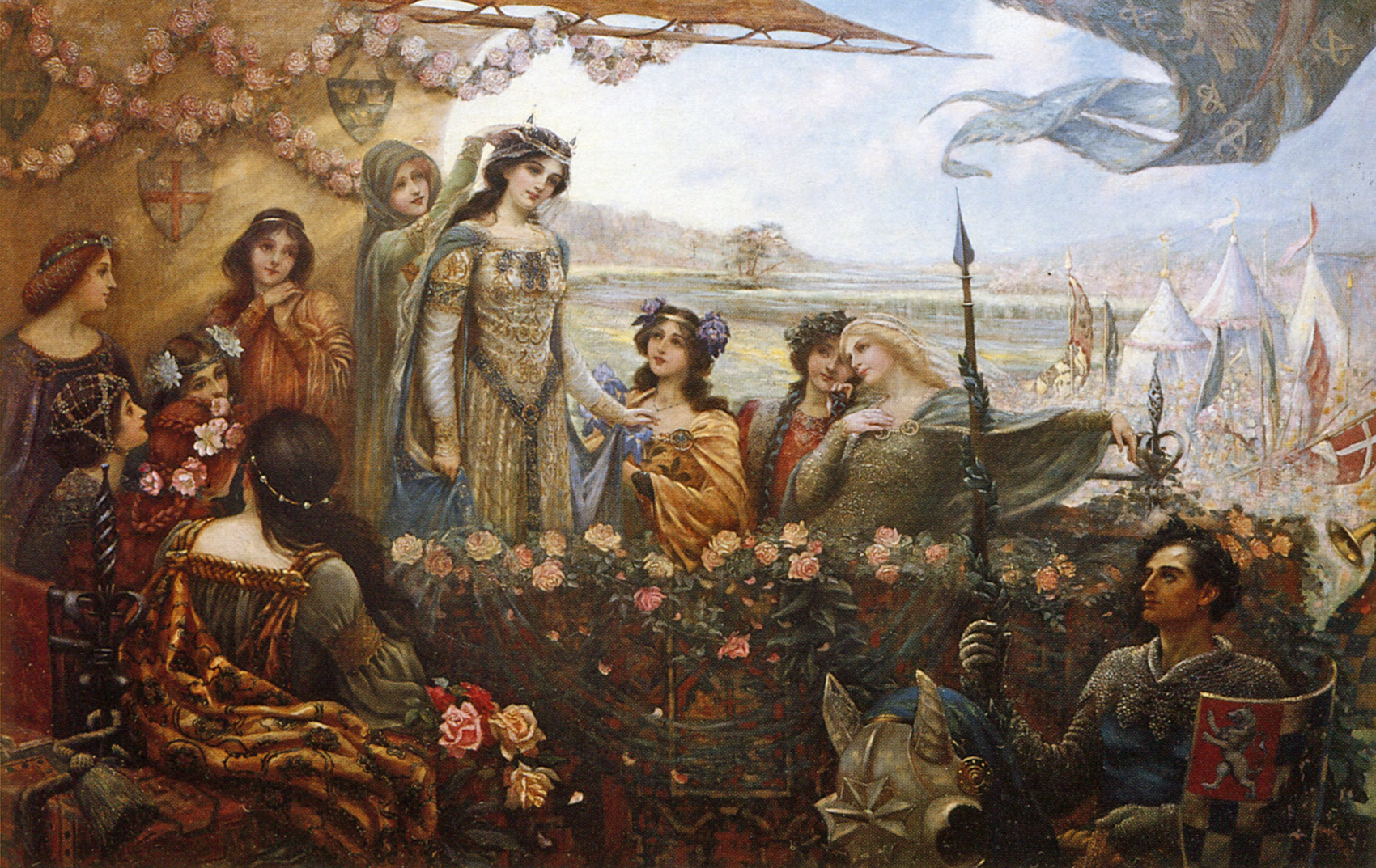
Lancelot och Guinevere